# Arwid
Arwid – imię męskie, złożone ze staronordyjskich elementów ari — „orzeł” i viðr — „las”. 
Znane osoby noszące imię Arwid:
- Arvid Afzelius – szwedzki dermatolog
- Arvid Carlsson – neurobiolog szwedzki
- Arvydas Čepulis – koszykarz litewski
- Arvid Horn – feldmarszałek, polityk i hrabia szwedzki
- Arvid Lindau – szwedzki lekarz, patolog i bakteriolog
- Arvid Posse – premier Szwecji w latach 1880—1883
- Arvydas Sabonis – koszykarz litewski, mistrz olimpijski
- Arvydas Vidžiūnas – litewski polityk, filolog, poseł na Sejm
- Arvid Wittenberg – szwedzki hrabia i feldmarszałek, uczestnik wojny trzydziestoletniej i potopu szwedzkiego
- Arwid Mednis – doktor nauk prawnych; pracownik Wydziału Prawa i Administracji Uniwersytetu Warszawskiego.